# Diario Libre
Diario Libre es un periódico dominicano de circulación nacional y de distribución gratuita en la República Dominicana. Originalmente pertenecía al Grupo Diario Libre; sin embargo, a partir del 24 de julio de 2023, pasó a formar parte del Grupo Puntacana tras la adquisición total de sus acciones. Diario Libre es reconocido como el primer periódico en el país en implementarse bajo la modalidad de distribución gratuita.

## Historia y descripción
Forma parte de la empresa dominicana Grupo Diario Libre, que también fue propietaria del canal ONTV y edita otras publicaciones como la revista Mujer Única, Estilos y Hábitat. El lanzamiento se realizó durante una cena de gala en el Hotel Jaragua de Santo Domingo y contó con la presencia de Lech Wałęsa y Oscar Arias.
Su primera edición se publicó el 10 de mayo de 2001 y desde sus inicios rompe los esquemas de otros mercados, posicionándose en corto tiempo como líder en lectoría sobre los demás periódicos del país.
Diario Libre es un medio de información independiente que brinda a sus lectores las noticias más importantes y las principales ofertas comerciales, en un formato compacto y atractivo. Consta de un solo cuerpo y tres secciones diferenciadas, que aseguran una lectura rápida y completa. Su diseño es a todo color y de alto impacto visual.
El 24 de julio de 2023, Grupo Puntacana, adquirió la totalidad de las acciones del periódico Diario Libre, dando inicio a una nueva etapa en el destino de la comunicación digital y escrita que durante años han brindado a los lectores dominicanos.
El medio forma parte del Periódicos Asociados Latinoamericanos (PAL), al que pertenecen otras importantes casas editoriales de Latinoamérica.

## Suplementos

### Anteriores
- 2006 Aficionados
- 1994-2016, Mujer Única
- 2008-2016, La Casa
- 2008-2020, Estilos

## Circulación
De lunes a viernes, con una distribución de 157,830 ejemplares.
Es el primer diario de prensa gratuita en llegar cada mañana a más de 114,000 hogares y 32,000 puntos de expendio en el Distrito Nacional y las ciudades y provincias de Santo Domingo, Santiago, Puerto Plata, La Vega, Jarabacoa, Bonao, Moca, San Francisco de Macorís, San Pedro de Macorís, La Romana e Higüey.

## Directores
- 2001-2004, Aníbal de Castro
- 2004-2020, Adriano Miguel Tejada
- 2020-presente, Inés Aizpún